# Estados Unidos nos Jogos Olímpicos de Inverno de 1992
Os Estados Unidos competiram nos Jogos Olímpicos de Inverno de 1992 em Albertville, França.